# Henry Blight Halicki
Henry Blight Halicki, znany głównie jako H. B. „Toby” Halicki i Car Crash King (ur. 18 kwietnia 1940 w Dunkirku, Nowy Jork, USA, zm. 20 sierpnia 1989) – amerykański aktor, kaskader, producent, scenarzysta i reżyser. Zginął porażony prądem podczas kręcenia sequelu Gone in Sixty Seconds – filmu, który przyczynił się do zdobycia przez Halickiego popularności.

## Filmografia
- 1974: Gone in Sixty Seconds
- 1982: The Junkman
- 1983: Deadline Auto Theft